# Пелих Володимир Олександрович
Володимир Олександрович Пелих (нар. 1950) — український фізик-теоретик і математик, спеціаліст з загальній теорії відносності, заступник директора Інституту прикладних проблем механіки і математики імені Я. С. Підстригача НАН України. Член-кореспондент НАНУ (2021). Лауреат Державної премії України в галузі науки і техніки (2014).

## Біографія
Народився 17 листопада 1949 року в місті Радехів у Львівської області. 1971 року закінчив Львівський державний університет імені Івана Франка.
Від 1974 року працює в Інституті прикладних проблем механіки і математики. 1980 року під керівництвом Віталія Скоробогатька захистив кандидатську дисертацію «Координатні умови в теорії гравітації Ейнштейна» за спеціальністю «теоретична і математична фізика». З 1997 року завідував відділом теорії диференціальних питань Інституту прикладних проблем механіки і математики. З 2003 року працює заступником директора інституту.

## Наукові результати
Наукові дослідження Пелиха стосуються задачі Коші в загальній теорії відносності, обґрунтування теорії системи відліки, взаємодії спінорних і гравітаційно-інерційних полів. Він довів рівносильність тензорного методу Нестера і спінорного методу Віттина та теорему про додатну визначеність гравітаційної енергії.

## Відзнаки
- Державна премія України в галузі науки і техніки за роботу «Будова та еволюція Всесвіту на галактичних та космологічних масштабах, прихована маса і темна енергія: теоретичні моделі та спостережні результати» (2014)[2]
- Премія Міжнародної академії астронавтики за найкращу наукову книгу «Dark energy and dark matter in the Universe»[4]